# Католицизм в Эфиопии

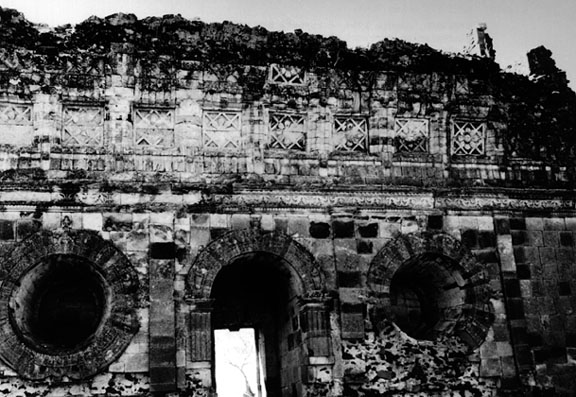
Руины католической церкви, XVII век, на берегу озера Тана, Эфиопия

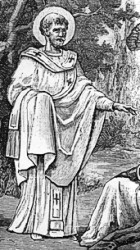
Святой Фрументий — первый эфиопский епископ

Католицизм в Эфиопии или Католическая церковь в Эфиопии является частью всемирной Католической церкви. Численность католиков в Эфиопии составляет около 530 тысяч человек (около 0,7 % от общей численности населения).

## История
Христианство в Эфиопии стало распространяться в I веке. Согласно Деяниям апостолов (Деян. 8, 26 −40) апостол Филипп крестил жителя Эфиопии. Первым епископом Эфиопии стал святой Фрументий, рукоположенный святым Афанасием Александрийским. В конце V века в Эфиопии распространилась ересь монофизитства, ставшая причиной разрыва эфиопской церкви с остальным христианством.
Первую попытку воссоединить эфиопскую церковь с Римом в 1555 году предприняли иезуиты. Их миссионерская деятельность в Эфиопии привела к тому, что в 1622 году эфиопская церковь воссоединилась с Римом. Римский папа Урбан VIII назначил для эфиопской церкви патриарха, которым стал португальский иезуит Альфонсо Мендеш. Это воссоединение продолжалось до 1632 года, когда произошёл разрыв со Святым Престолом и начались гонения на католиков.
В 1839 году в Эфиопию тайно прибыл монах из монашеского ордена лазаристов святой Юстин де Якобис, который своей миссионерской деятельностью заложил основы будущей Эфиопской католической церкви. В 1846 году Святой Престол учредил в Эфиопии апостольский викариат Абиссинии, который стал первой постоянной католической церковной структурой в стране. В 1847 году состоялось пасхальное богослужение в Алитене.
Во время итальянской колонизации Римский папа Пий XI издал 25 марта 1937 года бреве, которым учредил апостольскую делегатуру Итальянской Восточной Африки, в которую входили Эфиопия, Эритрея и итальянское Сомали. Резиденцией нунция стала Аддис-Абеба.
После II Мировой войны в Эфиопии миссионерской деятельностью занимались капуцины. 20 марта 1957 года между Ватиканом и Эфиопией были установлены дипломатические отношения. В 1961 году была образована архиепархия Аддис-Абебы Эфиопской католической церкви.

## Структура
В настоящее время в Эфиопии действуют приходы Эфиопской католической церкви (эфиопский обряд) и Римско-католической церкви (латинский обряд). В Эфиопии действуют две централизованные церковные структуры: Конференция католических епископов Эфиопии и Эритреи, объединяющая епископов Эфиопской и Римско-католической церквей и Конференция епископов Эфиопской католической церкви, объединяющая только епископов эфиопского обряда. Обе конференции объединяет архиепископ Аддис-Абебы.

### Эфиопская католическая церковь
- Архиепархия Аддис-Абебы;
  - Епархия Адди-Грата;
  - Епархия Бахр-Дара — Дэссе;
  - Епархия Эмдибира.

### Римско-католическая церковь
Все церковные структуры Римско-католической церкви, действующие в Эфиопии, подчиняются непосредственно Святому Престолу.
- Апостольская префектура Робе;
- Апостольский викариат Ауасы;
- Апостольский викариат Гамбелы;
- Апостольский викариат Гамбелы;
- Апостольский викариат Джиммы-Бонги;
- Апостольский викариат Меки;
- Апостольский викариат Нэкэмтэ;
- Апостольский викариат Соддо;
- Апостольский викариат Харэра;
- Апостольский викариат Хосанны.

## Источник
- L’Eglise d’Ethiopie, Les Missions Catholiques, Tomo 58, Lyon 1926, стр. 561—563, 572—575  (фр.)
- Бреве Spectat ad Romanum Pontificem, AAS 29 (1937), стр. 394  (лат.)
- Бреве Ex quo tempore, AAS 61 (1969), стр. 306  (лат.)